# Dekanat Krzepice
Dekanat Krzepice – jeden z 36 dekanatów w rzymskokatolickiej archidiecezji częstochowskiej. Należy do regionu wieluńskiego.

## Parafie
W skład dekanatu wchodzi 10 parafii:
- parafia Św. Stanisława BM – Danków
- parafia św. Wojciecha BM – Iwanowice Duże
- parafia NMP Królowej Polski – Janiki
- parafia Trójcy Przenajświętszej – Jaworzno
- parafia św. Jakuba Apostoła – Krzepice
- parafia Zesłania Ducha Świętego – Lindów
- parafia Niepokalanego Poczęcia NMP – Opatów
- parafia Świętych Apostołów Piotra i Pawła – Parzymiechy
- parafia Przemienienia Pańskiego – Starokrzepice
- parafia św. Franciszka z Asyżu – Zajączki Pierwsze